# Episodi de I Cesaroni (prima stagione)

Immagine della sigla di questa stagione

La prima stagione della serie televisiva I Cesaroni è andata in onda dal 7 settembre al 12 novembre 2006 ed è composta da 26 episodi.
| nº | Titolo                          | Prima TV Italia   | Ascolti    | Ascolti |
|    | Titolo                          | Prima TV Italia   | Spettatori | Share   |
| -- | ------------------------------- | ----------------- | ---------- | ------- |
| 1  | Promessi sposi                  | 7 settembre 2006  | 4.836.000  | 21,77%  |
| 2  | Non ci vedo chiaro              | 7 settembre 2006  | 4.192.000  | 22,93%  |
| 3  | Il matrimonio del secolo        | 14 settembre 2006 | 4.856.000  | 19,25%  |
| 4  | 127 rustica                     | 14 settembre 2006 | 4.173.000  | 20,94%  |
| 5  | Il padre perfetto               | 15 settembre 2006 | 5.564.000  | 26,44%  |
| 6  | Le manette dell'amore           | 15 settembre 2006 | 5.564.000  | 26,44%  |
| 7  | Provaci ancora Cesare           | 21 settembre 2006 | 4.922.000  | 19,30%  |
| 8  | Non è la gelosia                | 21 settembre 2006 | 4.282.000  | 21,83%  |
| 9  | Il superdotato                  | 28 settembre 2006 | 5.117.000  | 19,31%  |
| 10 | Tutti gli uomini dal presidente | 28 settembre 2006 | 4.474.000  | 22,28%  |
| 11 | Marta                           | 29 settembre 2006 | 4.985.000  | 20,46%  |
| 12 | Scherzi a parte                 | 29 settembre 2006 | 4.617.000  | 24,25%  |
| 13 | La guerra dei Masetti           | 5 ottobre 2006    | 6.141.000  | 23,26%  |
| 14 | Arrivi e partenze               | 5 ottobre 2006    | 5.718.000  | 28,19%  |
| 15 | Lo zio d'America                | 8 ottobre 2006    | 5.229.000  | 19,50%  |
| 16 | Sedotta e abbandonata           | 8 ottobre 2006    | 5.103.000  | 21,91%  |
| 17 | All'ombra del Colosseo          | 15 ottobre 2006   | 5.088.000  | 19,27%  |
| 18 | L'apparenza inganna             | 15 ottobre 2006   | 5.712.000  | 28,53%  |
| 19 | Primavera                       | 22 ottobre 2006   | 4.906.000  | 17,91%  |
| 20 | Houston, abbiamo un problema    | 22 ottobre 2006   | 5.045.000  | 23,04%  |
| 21 | Istruzioni per l'uso            | 29 ottobre 2006   | 5.302.000  | 20,46%  |
| 22 | Cattive influenze               | 29 ottobre 2006   | 5.186.000  | 27,31%  |
| 23 | L'ultima occasione              | 5 novembre 2006   | 5.321.000  | 19,55%  |
| 24 | Scuola di pulizia               | 5 novembre 2006   | 5.482.000  | 26,85%  |
| 25 | Derby del cuore                 | 12 novembre 2006  | 6.000.000  | 21,63%  |
| 26 | Un mare di guai                 | 12 novembre 2006  | 6.647.000  | 31,33%  |

## Promessi sposi
- Diretto da: Francesco Vicario
- Scritto da: Francesco Cioce, Luca Monesi

### Trama
Roma 2005. Giulio Cesaroni e l'ex fidanzata Lucia Liguori si rivedono dopo vent'anni: lui è vedovo e lei invece divorziata da Sergio Cudicini, imprenditore milanese, tornata da Milano alla natia Roma da sua madre Gabriella. I due dopo un incontro fortuito capiscono di amarsi ancora e decidono di sposarsi. Dieci giorni prima delle nozze, Lucia si trasferisce nella casa dei Cesaroni con le figlie Eva, 17 anni e Alice, 12 anni. Con un'atmosfera meno che accogliente riservata dai ragazzi, le figlie capiscono che familiarizzare con i loro nuovi fratelli, Marco 17 anni, Rudi 12 anni e Mimmo 8 anni, figli di Giulio e maschiacci con una mancanza di integrità con le femmine, sembra quasi impossibile. Marco, fidanzato con Veronica, è sorpreso da Eva, ragazza bellissima. La ragazza però non riuscendosi ad integrare nella sua nuova famiglia decide di scappare di casa lasciando una lettera alla madre, per tornare a Milano dal fidanzato Christian. Lucia, insegnante, prende il posto della professoressa Zuppante al liceo Ugo Foscolo, dove trova come collega Stefania Masetti, la sua inseparabile amica del liceo, e come preside Andrea, che vede una vecchia fiamma in Lucia. La professoressa Liguori insegna la seconda media, e ha in classe Rudi e Alice che, come Marco ed Eva, si ritrovano come compagni in classe. La cosa infastidisce Rudi al punto di minacciare Alice con una vita infernale, ma la ragazzina si dimostra un osso più duro del previsto per lui. Giulio e Marco, avendo trovato la lettera di Eva, vanno alla stazione, dove trovano la ragazza. Per la prima volta, Giulio risolve il problema di una figlia femmina, e la convince a tornare a casa. A complicare le cose, c'è una mancata attenzione di Giulio nei confronti del fratello Cesare che lo portano a pensare che con le imminenti nozze, verrà escluso dalla vita del fratello, con cui ha sempre vissuto e lavorato insieme nella loro bottiglieria. Preoccupato è anche Ezio Masetti, amico di Giulio e Cesare, marito dell'insegnante amica di Lucia, Stefania, padre dell'amico di Marco, Walter, e avente anche la propria officina meccanica accanto a casa Cesaroni. Con una melodrammaticità eccessiva prova a distaccarsi dalla famiglia, finché Lucia e sua madre vedova Gabriella lo convincono che non solo hanno piacere di conoscerlo, ma lo considerano uno della famiglia. Al barbecue serale, Giulio e Lucia guardano con ottimismo la loro nuova famiglia, ma quando sembra tornato il sereno si presenta il milanese Sergio Cudicini, l'ex marito di Lucia, accolto accidentalmente da Giulio con una pallonata in faccia.

## Non ci vedo chiaro
- Diretto da: Francesco Vicario
- Scritto da: Ilaria Carlino, Giancarlo Di Giovane, Giulio Calvani

### Trama
Sergio si presenta di nuovo in casa Cesaroni per salutare le figlie e la ex moglie, ma in realtà il suo scopo è un altro: vuole che ritornino con lui a Milano. Così, a scuola, accusa Lucia di far abitare le figlie in un "ambiente degradato", ma la donna gli rinfaccia come ora viva più felicemente alla Garbatella. Poi il milanese, in bottiglieria, minaccia Giulio di portargli via Eva e Alice e così anche Lucia, scatenando l'ira dell'uomo che per tutta risposta gli molla un pugno. Cesare, per paura che questo gesto possa costare un processo con il rischio di far perdere a lui e al fratello il proprio lavoro nella bottiglieria di famiglia (a cui è estremamente legato da sempre, dimostrandolo quanto rispetta e ammira il suo defunto padre Tiberio Romolo e le sue generazioni precedenti che gestivano il locale, come dice sempre nella sua frase "La bottiglieria del padre del padre del padre di mio padre"), va in ospedale a chiedere scusa. Sergio approfitta della situazione e millanta una cardiopatia molto grave. Lucia, informata, decide di annullare le nozze con Giulio per poter andare ad accudire Sergio a Milano, gettando nella disperazione il Cesaroni.
Veronica è arrabbiata col fidanzato Marco e vuole un regalo costoso affinché lei lo perdoni. Il giovane le fa un regalo romantico, ma la ragazza non apprezza e così lo lascia. Eva, invece, rimane colpita dalla inaspettata sensibilità del fratellastro.
Intanto Lucia assegna un tema a Rudi e Alice sulla famiglia. Ma questo non riesce a farli familiarizzare del tutto.

## Il matrimonio del secolo
- Diretto da: Francesco Vicario
- Scritto da: Massimiliano Bruno, Edoardo Maria Falcone, Federico Favot

### Trama
L'inganno di Sergio viene scoperto, così Lucia e Giulio si possono finalmente sposare. Nel frattempo Giulio aveva però disdetto molte prenotazioni e gli tocca nuovamente fare i preparativi. I suoi sogni di avere un matrimonio fastoso si infrangono con le grosse spese da sostenere, che gli creano problemi con l'agenzia di recupero crediti e litigi con il fratello. Lucia, venuta a conoscenza della vicenda, lo rassicura dicendogli che non le interessa la grandezza della cerimonia ma la solidità del legame rappresentato dal matrimonio, ma Giulio di testa sua continua a fare da solo senza dire niente alla sua futura moglie.
Eva, arrabbiata con Marco per il buco fatto nel muro del bagno per spiare lei e Alice mentre erano in doccia, si vendica stuzzicandolo continuamente di avere ridotte dimensioni sessuali, provocandogli parecchie situazioni umilianti e imbarazzanti.
Alice cerca di vincere l'ostracismo di Rudi cercando di fare amicizia con Budino e Charlie, ma il piccolo Cesaroni reagisce seminando zizzania tanto da far venire alle mani Alice e Budino.

## 127 rustica
- Diretto da: Francesco Vicario
- Scritto da: Aaron Ariotti, Dario D'Amatog

### Trama
Finalmente Giulio e Lucia si sposano da don Gervasio, parroco della Garbatella e fondatore presidente della Romulana. Per coronare questo giorno importante, Giulio vuole trascorrere la prima notte di nozze dove ha fatto l'amore per la prima volta con Lucia, ma sbaglia posto mandando su tutte le furie la donna che lo manda a dormire da solo sul divano. Lucia indaga per capire se Giulio ha semplicemente sbagliato posto oppure se c'era stato con un'altra. Giulio era stato lì da giovane con Stefania, ma lui nega sempre anche se un po' alla volta è costretto ad ammettere, col risultato di dormire sul divano anche le due notti successive. Lucia prima si arrabbia sia con Giulio che con Stefania, poi si riconcilia con loro anche perché in realtà non era successo nulla fra il marito e l'amica.
Eva aiuta Marco scambiando con lui i fogli durante un compito in classe, ma poi non riescono più a ripassarseli e così l'uno consegna il compito dell'altra. Giulio premia il figlio per il bel voto "ottenuto" con un motorino, invece Lucia, già nervosa per la storia del tradimento di Giulio, punisce eccessivamente la figlia per il brutto risultato vietandole di andare a Viterbo dove si esibisce il fidanzato Christian. Marco allora aiuta la sorellastra accompagnandola in motorino, ma non riescono ad arrivare al locale per la rottura del mezzo. Eva è dispiaciuta per il mancato incontro ma è contenta del gesto di Marco e, nonostante i primi giorni di convivenza le abbiano dato l'idea che fosse un rozzo e cafone, lo rivaluta e lo considera il fratello ideale.

## Il padre perfetto
- Diretto da: Francesco Vicario
- Scritto da: Giacomo Ciarrapico, Mattia Torre

### Trama
Dopo il colloquio con lo psicologo, Giulio pensa di essere un cattivo padre e, per migliorarsi, cerca di seguire l'esempio di Lucia cercando di essere per i figli un amico e riempiendoli di baci, ma questo nuovo comportamento sconcerta molto i ragazzi. Lucia è contenta di avere tale rapporto con le figlie, ma si ricrede quando Eva le confida di voler fare l'amore per la prima volta con il fidanzato Christian. Marco dà consigli a Walter su come conquistare le ragazze ma gli scoccia quando l'amico adopera le nuove tecniche con Eva, appena mollata da Christian. Stefania ed Ezio aiutano Cesare a trovare una compagna e gli presentano Benedetta. Il Cesaroni si innamora di lei e, dopo un giorno, le chiede di sposarlo, ma lei rifiuta perché troppo impegnata nel volontariato.

## Le manette dell'amore
- Diretto da: Francesco Vicario
- Scritto da: Antonio Antonelli, Alex Oriani

### Trama
Lucia è indaffaratissima con le faccende domestiche, Marco è infastidito per quello che reputa una pesante intromissione nelle abitudini dei Cesaroni prima dell'arrivo delle femmine. Eva sequestra a Marco un giornale porno e i 4 ragazzi (Alice, Eva, Marco e Rudi) giocano con il giornale in bagno. Mimmo è lì e gioca con una pallina, quando la fa cadere e la va a prendere, Marco per sbaglio apre un cassetto con sotto un chiodo e Mimmo sbatte ferendosi con quel chiodo. Lucia quando sente le grida di Mimmo non trova il disinfettante e sviene a terra per via del sangue. Il ragazzo si infuria quando la donna recupera dallo scantinato la vecchia chitarra di Marco, quella che gli ricorda la madre defunta, di nome Marta. Lucia cerca di recuperare la stima del giovane Cesaroni ma senza molto successo, anche se poi c'è una riconciliazione perché Marco ricomincia a suonare, una passione che aveva abbandonato quando era morta la madre; in tale occasione incomincia a comporre Adesso che ci siete voi.
Gli impegni lavorativi e le attenzioni verso il figlio fanno trascurare a Lucia i momenti intimi con Giulio, che cerca senza fortuna di ravvivare il rapporto con espedienti "piccanti". La donna si rende conto delle sue mancanze e finalmente i coniugi ritrovano la verve, nonostante i consigli amorosi di Ezio e Stefania si siano rivelati poco pratici.

Walter fotocopia alcune pagine del diario di Eva per poter far colpo su di lei e la plagia. Eva, anche se in un primo momento è attratta da lui, non ha intenzione di averci una relazione sentimentale. Marco viene alle mani con l'amico quando scopre la faccenda e gli sequestra le fotocopie, anche se poi fanno pace. Invece Eva si arrabbia, ancora una volta, con il fratellastro perché pensa sia stato lui a passare quei fogli a Walter.

## Provaci ancora Cesare
- Diretto da: Francesco Vicario
- Scritto da: Gianluca Bomprezzi, Violetta Bellocchio

### Trama
In occasione della "Giornata del regalo del quartiere" Lucia riceve una collana rossa, che desiderava da tantissimo tempo, e pensa sia stato Giulio a regalargliela. In realtà non è stato lui, ma non glielo dice per non sfigurare ed indaga per scoprire chi è stato. Quando Lucia scopre che il vero autore è Andrea si arrabbia col marito ma poi fanno pace.

Cesare, suggestionato da Peppe,suo caro amico e fornitore della bottiglieria, pensa di essere gay in quanto si sente solo e non riesce a trovare una donna che lo sopporti. Alla prova del fuoco, però, si rende conto di non essere omosessuale.

Giulio sgrida Marco perché non vuole impegnarsi nello studio a favore della musica. Eva in complicità con Walter, per punire la presunzione del fratellastro, organizza uno scherzo crudele e gli fa credere di essere stato scelto da un'importante etichetta discografica.
- Guest star: Little Tony (sé stesso).

## Non è la gelosia
- Diretto da: Francesco Vicario
- Scritto da: Paola Mammini, Amelia Pollicino

### Trama
Andrea fa delle avances a Lucia, però lei lo evita ma arriva tardi alla cena con Giulio per festeggiare i due mesi di matrimonio. Inizialmente Lucia non gli dice nulla anche se lo vorrebbe fare. Giulio, geloso, è sospettoso e quando scopre la verità, grazie al fatto che entrambi avevano preso la salmonellosi a quella cena, dà una lezione ad Andrea.

Don Gervasio muore e la carica di presidente della Romulana, la squadra di calcio della Garbatella, rimane vacante. Andrea si candida. Anche Cesare si candida perché, oltre sospettare che Andrea insidi la cognata, scopre che vorrebbe ridimensionare il peso dei Cesaroni all'interno della società sportiva. Alla fine Cesare, nonostante diventi presidente, lascia la carica al rivale perché non ha i mezzi economici per gestire la squadra.

Marco è deluso perché la sua canzone è stata scartata dalle case discografiche e vorrebbe smettere con la musica. Eva lo incoraggia a proseguire.

## Il superdotato
- Diretto da: Francesco Vicario
- Scritto da: Fabio Di Ranno, Valeria Giasi

### Trama
Rudi pensa che il padre lo consideri un fallito e per riscattare la sua immagine imbroglia in un test di intelligenza, ottenendo il massimo punteggio. La nuova vita di superdotato però mal si adatta a Rudi che alla fine è costretto a confessare di aver copiato le risposte del test.

Cesare è costretto ad imparare il francese affinché la bottiglieria rimanga pubblicata in una guida di Roma. I suoi sforzi nel ripassare la lingua però non hanno successo.

In casa Cesaroni qualcuno sottrae dei soldi di nascosto. Giulio e Lucia indagano e scoprono che la ladra è Gabriella. La donna ha bisogno di denaro per comprare i biglietti di un cinema poco frequentato affinché non chiuda.

## Tutti gli uomini dal presidente
- Diretto da: Francesco Vicario
- Scritto da: Gianni Forte, Stefano Ricci

### Trama
Sergio sta per essere nominato Cavaliere del Lavoro ed invita Lucia e famiglia alla premiazione in cui sarà presente anche il Presidente della Repubblica. Giulio, inizialmente, non vorrebbe andare per paura di annoiarsi ma poi accetta per controllare che Sergio non insidi la moglie. Giulio rinuncia nuovamente quando sospetta che Lucia si senta a disagio a partecipare con lui ad una cerimonia così formale, ma i sospetti si rivelano infondati e così alla cerimonia si presenta la famiglia Cesaroni al completo.

Lucia, nervosa per l'arrivo di Sergio, punisce eccessivamente Alice vietandole di andare al concerto dei Subsonica. Per farsi perdonare dalla figlia, Lucia va con Stefania e Gabriella nell'albergo dove sono alloggiati i membri della band per farsi fare un autografo dal cantante. Lì però incontrano proprio Alice scappata di nascosto da casa.

Marco è più strano del solito e pare evidente a tutti che è innamorato. Il ragazzo vorrebbe dichiararsi ad Eva ma non ci riesce e così dice di essersi innamorato di Fabiana, una nuova compagna di scuola. Eva e Walter allora lo aiutano a conquistarla.

## Marta
- Diretto da: Francesco Vicario
- Scritto da: Federico Calamante, Tommaso Capolicchio

### Trama
Mimmo deve scrivere un tema sulla sua mamma, Marta, ma non ricorda molto perché quando è morta lui era troppo piccolo (aveva all'incirca tre anni). Chiede aiuto a papà ed ai fratelli, riaprendo una vecchia ferita. Rudi non ne vuole sapere di aiutare il fratellino perché è troppo doloroso per lui parlarne, ma poi con l'aiuto di Lucia riesce a superare la sofferenza del ricordo della madre.

Giulio, sospeso per due turni, viene sostituito come allenatore da Ezio, che ottiene un sensazionale successo con la Romulana facendo giocare Walter, messo fuori rosa dallo stesso Cesaroni per motivi disciplinari. Walter viene notato da un osservatore della Roma e gli viene proposto un contratto, ma Ezio strafà e la trattativa salta.

Marco è invidioso dell'amico perché gli ha soffiato il posto in squadra e perché ha la possibilità di diventare un calciatore professionista, oltre ad usare l'inaspettato successo sportivo per sedurre Eva.
- Guest star: Francesco Graziani (sé stesso).

## Scherzi a parte
- Diretto da: Francesco Vicario
- Scritto da: Maurizio Careddu, Sergio Di Pasquale Luci

### Trama
Giulio e Cesare fanno uno scherzo ad Ezio facendogli credere che la lettera pubblicitaria ricevuta, in cui si dice che l'uomo ha vinto un televisore, non sia una truffa. Ezio così firma un contratto che lo impegna a comprare una casa in Calabria per 120.000 euro. Stefania va su tutte le furie quando lo scopre e, delusa dal comportamento del marito, lo manda via di casa perché lo ritiene inaffidabile. Ezio va a vivere da solo in un monolocale, con l'unica compagnia del televisore "vinto".

Eva vuole trascorrere qualche giorno di vacanza a Londra. Marco pensa di seguirla, così con l'aiuto di Cesare cerca un lavoro per pagarsi il viaggio e suona per qualche serata in una balera. 

Charlie si innamora di Lucia, sua maestra, e per questo è vittima degli scherzi di Rudi e Budino.

## La guerra dei Masetti
- Diretto da: Francesco Vicario
- Scritto da: Francesca Primavera, Piergiacomo Durzi

### Trama
Ezio e Stefania continuano a litigare. Giulio e Lucia li vogliono aiutare ma non fanno altro che peggiorare la situazione portandoli a prendere la decisione di separarsi. I due coniugi, però, interiormente sentono ancora reciproco amore e non vogliono vivere divisi, così fanno pace.

Eva manda ad un concorso radiofonico, di nascosto a Marco, una demo della sua canzone che arriva in finale. Anche Christian, l'ex fidanzato di Eva, arriva in finale e con l'occasione si presenta a casa Cesaroni con l'intenzione di riconciliarsi con la ragazza. Marco è sul punto di dichiararsi ma i suoi sforzi sono vani, anzi gli si ritorcono contro. Alla fine vince il concorso musicale ma perde Eva che riprende la relazione con Christian. Marco si confida col padre dicendogli di essere innamorato della sorellastra e Giulio lo esorta, con il suo fare manesco, a dimenticarla.

## Arrivi e partenze
- Diretto da: Francesco Vicario
- Scritto da: David Bellini, Miranda Pisione

### Trama
Dopo anni di assenza, torna a casa Augusto, il fratello di Giulio e Cesare, Eva invece parte per Milano per vedere se la relazione con Christian possa andare avanti e Marco è molto triste per la sua partenza e non smette mai di pensare ad Eva tanto da arrivare a scambiare, a scuola, un'altra ragazza per lei e di immaginare di parlare con Eva nonostante Giulio lo esorti a rinunciare a lei. Cesare ha fatto credere a Giulio in tutto questo tempo che il fratello fosse un ricco uomo d'affari e un pilota formidabile, ma in realtà ha sempre vissuto di espedienti ed è tornato a Roma per riscuotere la sua quota di bottiglieria, essendo oppresso dai debiti. Perciò Cesare, per non disilludere Giulio, chiede ad Augusto di recitare la parte. Augusto, colpito dall'affetto della famiglia, confessa a Giulio la sua vera vita e rinuncia alla bottiglieria.
Alice è uscita, di nascosto alla madre, con un ragazzo e viene ricattata da Rudi che è in possesso di foto compromettenti, tra cui ce ne è una in cui Alice fuma una sigaretta. La ragazza è costretta a continue umiliazioni dal fratellastro fino a quando Budino, stanco del comportamento dell'amico, gli sottrae le foto.
- Altri interpreti: Maurizio Mattioli (Augusto Cesaroni).

## Lo zio d'America
- Diretto da: Francesco Vicario
- Scritto da: Herbert Simone Paragnani

### Trama
Augusto è ospite in casa di Giulio ma poi viene cacciato dal fratello quando scopre che ha intrecciato una relazione con Gabriella. Giulio infatti sospetta, non a torto, che voglia solo usarla per ottenere denaro. Augusto si pente del suo comportamento restituendo i soldi a Gabriella che lo perdona e lo ospita a casa propria.

Eva ha lasciato Christian e torna a Roma con la sua amica Beatrice. Marco ha un fugace flirt con la nuova arrivata, ma non vuole intraprendere una relazione con lei perché ha sempre in mente Eva. Proprio la sorellastra, venuta a conoscenza di come è stata trattata Beatrice, si arrabbia con Marco per il suo comportamento infantile.

Andrea lascia l'incarico di preside della scuola a Stefania. La donna, a malincuore, comunica all'amica Lucia che il suo periodo di supplenza è finito, essendo la professoressa Zuppante rientrata di ruolo.
- Altri interpreti: Maurizio Mattioli (Augusto Cesaroni), Marianna Jensen (Beatrice).

## Sedotta e abbandonata
- Diretto da: Francesco Vicario
- Scritto da: Francesco Cioce, Luca Monesi

### Trama
Giulio, Cesare, ed Ezio stanno per partire per una battuta di pesca quando arriva improvvisamente Sergio. Giulio, non fidandosi di lasciare il tetto coniugale con il milanese nei paraggi, lo costringe a seguirlo a pescare per farsi dire le sue vere intenzioni. Alla fine Sergio ammette di essere malato e che andrà in America a curarsi. Lucia, per non lasciare da solo l'ex marito in un momento così difficile, lo accompagna. Marco fa coraggio ad Eva e i due, senza volerlo, si baciano.

Augusto deve restituire dei soldi ad uno strozzino, così approfittando dell'assenza dei fratelli organizza delle partite di poker clandestine in bottiglieria. Sciaguratamente partecipa anche Ezio, che perde al gioco sia l'auto che la casa in Calabria. Augusto, per non rovinare Ezio, gli restituisce ciò che ha perso e rifiuta anche l'aiuto economico dei fratelli, preferendo sparire per sempre piuttosto che continuare a gravare sulla famiglia.
- Altri interpreti: Maurizio Mattioli (Augusto Cesaroni), Riccardo De Filippis (Paolo, cameriere temporaneo presso la bottiglieria Cesaroni)

## All'ombra del Colosseo
- Diretto da: Francesco Vicario
- Scritto da: Fabio Di Ranno, Valeria Giasi

### Trama
Gabriella è disperata per la partenza di Augusto. Cesare cerca di consolarla e, per una serie di equivoci, entrambi fraintendono di essere reciprocamente innamorati.

Ezio, sospettando di non essere il padre biologico di Walter, fa un esame medico da cui risulta che è sterile e crede che il vero padre sia Giulio. In realtà c'è stato un errore da parte dell'ospedale, è proprio Ezio il padre e Stefania rimprovera i due uomini per la loro idiozia.

Marco viene convinto a non pensare più ad Eva. Il ragazzo però non riesce a resistere e, pensando che Eva sia nel bagno della scuola a piangere preoccupata per il padre, vorrebbe sfruttare a proprio vantaggio l'occasione di consolarla. Nel bagno però c'è Rachele, la sua nuova insegnante, che è disperata per la recente separazione dal marito e che trova nell'abbraccio di Marco un po' di conforto.

## L'apparenza inganna
- Diretto da: Francesco Vicario
- Scritto da: Fabrizio Cestaro

### Trama
Alice frequenta Ricky, un bullo della scuola. Per farsi accettare da Giulio finge di essere un bravo ragazzo, ma Rudi riesce a smascherarlo.

Marco segue il corso di poesia di Rachele e matura con lei una certa intesa, tanto da riuscire a baciarla. Eva nota e rimane affascinata dal lato sensibile del fratellastro che riesce ora ad esprimere grazie alla scoperta della poesia. La giovane Cudicini incomincia ad innamorarsi di Marco. Inoltre aiuta il ragazzo a comporre Un mare di guai, ma non sa che la canzone è dedicata a Rachele.

A Cesare viene ritirata la patente di guida. Trovandosi in difficoltà proprio durante l'esame e non potendo rinunciare alla patente, il Cesaroni paga l'aiuto fornitogli da Walter ma vengono scoperti: il risultato è che il giovane Masetti viene bocciato mentre l'oste viene immeritatamente promosso.
- Altri interpreti: Sara Santostasi (compagna di classe di Alice), Diego Verdegiglio (esaminatore).

## Primavera
- Diretto da: Francesco Vicario
- Scritto da: Giulio Calvani

### Trama
Rudi scopre il mondo femminile e ne sembra attratto in modo morboso. Giulio, su consiglio dello psicologo, affronta con tutti i ragazzi il tema del sesso ma si trova molto in imbarazzo. Quando sorprende Rudi e Alice con alcuni loro amici a giocare al gioco del postino decide di abbandonare il metodo del dialogo e di passare a maniere "tradizionali".

L'intesa tra Marco e Rachele cresce sempre più, il ragazzo fa l'amore per la prima volta con l'insegnante. Eva fraintende il comportamento del ragazzo, pensa che sia anche lui innamorato di lei e quando sta per dichiararsi lo vede baciarsi con l'altra, spezzandole il cuore.

## Houston, abbiamo un problema
- Diretto da: Francesco Vicario
- Scritto da: Federico Favot

### Trama
Giulio durante una partita della Roma telefona a Lucia e pensa che lei lo tradisca e quindi, insieme a Gabriella e Cesare, parte per gli Stati Uniti per parlarle affidando i figli a Stefania ed Ezio. In aereo i due fratelli fanno così tanta confusione che alla dogana vengono prima arrestati e poi espulsi.

Ezio e Stefania hanno delle divergenze sul comportamento da tenere con i ragazzi e decidono di alternarsi nel fare i genitori: un giorno per ciascuno. Ezio, durante il suo turno, combina un macello facendo danni per mille euro a una giostra e addirittura smarrendo Mimmo.

Rachele lascia Marco perché la loro storia viene scoperta da Stefania e non vuole perdere il posto per ciò che considera solo un'avventura. Eva, nel tentativo di dimenticare Marco, bacia Walter.

## Istruzioni per l'uso
- Diretto da: Francesco Vicario
- Scritto da: Federico Favot

### Trama
Giulio e Cesare assumono una nuova cameriera, Daniela, in bottiglieria. La ragazza è giovane e bella e fa girare la testa a Cesare ma si invaghisce di Giulio, che cerca in tutti i modi di resisterle. Lucia, appena tornata dall'America agli inizi di Maggio 2006 ricorda al marito, a suon di sberle, la fedeltà coniugale.

Marco prova, senza successo, a riconquistare Rachele. Walter, che ha intuito che Eva lo vorrebbe lasciare, sfrutta le strategie romantiche di Marco per far cambiare idea alla ragazza. La giovane Cudicini rimane meravigliata, ma non desiste nella sua decisione, perché ancora innamorata di Marco, e comunica a Walter che la loro storia non ha futuro.

Alice, per far colpo su Mirco, entra nella squadra di calcetto della scuola, ma deve fare i conti con la mentalità maschilista dell'allenatore, ovvero suo zio Cesare.
- Altri interpreti: Laura Freddi (Daniela).

## Cattive influenze
- Diretto da: Francesco Vicario
- Scritto da: Francesco Cioce, Luca Monesi

### Trama
Mimmo, per stare vicino a Sara, una sua compagna di classe di cui si è infatuato, accetta la parte di damigella d'onore nella recita scolastica di fine anno. Chiede aiuto per il vestito a Lucia a cui domanda anche di mantenere il segreto. Giulio fraintende e pensa che il bambino sia gay. Prima con diversi espedienti cerca di correggere questa presunta tendenza, ma poi decide di accettare il figlio comunque sia, pur di non perderlo.

Marco pensa che l'ex marito di Rachele la picchi e, per vendicarsi, con l'aiuto di Walter gli ruba la macchina. L'auto viene successivamente restituita, Marco confessa a Rachele come sono andate veramente le cose e tra i due sembra rinascere ancora un certo feeling. Eva, amareggiata per come stanno evolvendo le cose, ha una vivace discussione con Rachele.
- Altri interpreti: Marco Todisco (Nicola, compagno di Mimmo), Valerio Vinciarelli (compagno di classe di Mimmo)

## L'ultima occasione
- Diretto da: Francesco Vicario
- Scritto da: Fabio Di Ranno, Valeria Giasi

### Trama
Rudi ruba le tracce del compito in classe e chiede al padre di aiutarlo a fare, ma il risultato è pessimo.
Alice viene a conoscenza che esiste una relazione clandestina fra una professoressa e uno studente e pubblica la notizia sul giornalino della scuola. Rachele, quando lo legge, si infuria con Marco perché pensa sia colpa sua. Alice e Rudi, per aiutare il fratello, pubblicano un'altra edizione in cui si afferma che i due amanti sono niente di meno che Walter e Benedetta, l'insegnante di religione.

Eva, approfittando della crisi fra Marco e Rachele, cerca di accattivarsi il ragazzo.
- Guest star: Luciano Roman (giornalista).

## Scuola di pulizia
- Diretto da: Francesco Vicario
- Scritto da: Gianni Forte, Stefano Ricci

### Trama
Lucia è senza lavoro e, per distrarsi, fa la casalinga a tempo pieno, ma l'impegno maniacale che ci mette preoccupa tutta la famiglia e così Giulio cerca una soluzione per far rinsavire la moglie. Rudi, Alice, Budino, Jolanda e Charlie si sfidano per decidere chi deve essere il capo della banda. Rachele illude Marco, ma poi decide di lasciarlo definitivamente. Eva, per distrarsi un po' dai pensieri su Marco, esce con Veronica e in un pub si ubriaca. Il giorno dopo non si ricorda nulla e ritrovandosi nuda a letto, Walter le fa credere che hanno fatto l'amore quando è rientrata a casa. Chiarito lo scherzo, Eva pensa allora di aver perso la verginità con Marco. Alla fine la ragazza scopre che non è successo nulla e mentre sta parlando con Marco, che le dice quanto stia male per essere stato lasciato da Rachele, il ragazzo le confida che tempo prima era innamorato proprio di lei.

## Derby del cuore
- Diretto da: Francesco Vicario
- Scritto da: Giulio Calvani

### Trama
Le scuole sono finite e Rudi e Alice vanno a trascorrere alcune settimane a casa di Budino nella sua casa al mare a Ostia. Cesare deve pagare una multa per non aver pagato in tempo l'IVA ma non ha soldi sufficienti. Gabriella viene in suo soccorso prestandogli la somma necessaria e con Lucia e Stefania lavora in bottiglieria per aumentarne il volume di affari. Le tre donne hanno talmente successo da estromettere i due osti dalla gestione del locale. Giulio e Cesare, per recuperare il loro posto di lavoro, sabotano la bottiglieria.

Marco è sempre afflitto per la fine della storia con Rachele. Eva gli sta vicino, ma non riesce a farsi notare come vorrebbe. Allora adotta una strategia più aggressiva: farsi trovare mezza nuda nel letto del ragazzo. Quando la giovane sente aprirsi la porta di casa fugge dalla stanza di Marco perché si vergogna troppo. In realtà la persona che è rincasata non è Marco ma Giulio, che vede la figlia in quello stato uscire di corsa dalla camera dei ragazzi rifugiandosi nella sua stanzetta.

## Un mare di guai
- Diretto da: Francesco Vicario
- Scritto da: Herbert Simone Paragnani

### Trama
Lucia vuole organizzare una vacanza collettiva in Sardegna, ma commette la gaffe di ignorare Cesare. L'oste, scocciato per la poca considerazione nei suoi confronti, dice che tanto non sarebbe venuto in quanto ha già organizzato le ferie con la sua fidanzata. In realtà Cesare ha solo millantato, così paga Pamela, una prostituta di 39 anni, perché faccia finta di essere la sua fidanzata, dato che tutti sono ansiosi di conoscerla. Cesare si invaghisce veramente della donna e parte con lei per le ferie. Intanto Gabriella se ne va in crociera accompagnata dal nipote Mimmo. Stefania e marito, invece, vanno loro due soli in Calabria, nella famigerata casa comprata da Ezio tempo prima. Alice e Rudi vanno a passare l'estate con Budino, Jolanda e la loro famiglia.

Giulio parla ad Eva e cerca di convincerla di quanto sia sbagliato l'amore che prova per il fratellastro. Inoltre, per prevenire ogni tentazione, manda Marco a passare le vacanze con Walter in Grecia, mentre Eva sceglie a malincuore di non seguire i due ragazzi e di andare in Croazia con Veronica. Così, di tutti i partecipanti della vacanza in Sardegna organizzata da Lucia, rimangono solo lei e Giulio. I due coniugi però, approfittando della casa libera, consumano un momento di intimità perdendo il traghetto.

Walter non può fare il viaggio in Grecia perché ha preso la varicella, così Marco preferisce raggiungere il porto, dove pensa di trovare l'intera famiglia, per andare in Sardegna. Eva non se la sente di andare in Croazia e così decide, anche lei, di prendere quel traghetto. I due ragazzi si rivedono sulla nave, entrambi felici di rincontrarsi.

Giulio, informato della situazione, rivela alla moglie che i due ragazzi si sono innamorati e, per fermarli, telefona da casa alla Capitaneria di Porto dicendo che c'è una bomba sul traghetto.